# Lenguas arahuacas del Caribe
Las lenguas arawak del Caribe o ta-arawak (también llamadas ta-maipure) son un subgrupo de lenguas arawak que presuntamente forman un grupo filogenético. Se distinguien por el uso del prefijo ta- para la primera persona singular (frente a na- que es la forma procedente del proto-arawak y la forma más extendida en el resto de lenguas arawak).

## Clasificación

### Kaufman
Kaufman (1994) proporciona el siguiente esquema clasificatorio:
- Taíno
- Grupo guajiro (o wahiro)
  - Wayú (también llamado guajiro o wahiro)
  - Paraujano (Parauhano, †)
  - Arawak (Lokono)
- Iñeri
  - Kalhíphona (Caribe insular) (†)
  - Garífuna (caribe negro, Black Carib)

### Aikhenvald
Aikhenvald añade a estas lengas el shebayo, que Kaufman dejó como "por clasificar", y quita el iñeri que no considera una lengua ta-Arawakan propiamente dicha:
- Iñeri
  - Kalhíphona
  - Garífuna
- Ta-Arawak
  - Taíno
  - Wayúu
  - Parauhano (Añun) (†)
  - Arawak-Lokono
  - Shebayo
  - Caquetío

## Comparación léxica
Los numerales en diferentes lenguas arahuacas del Caribe son:
| GLOSA | Guajiro         | Guajiro         | Guajiro      | Guajiro          | Iñeri    | Iñeri              | Taíno             | PROTO- ARAWAK CARIBEÑO |
| GLOSA | Arawak (Lokono) | Paraujano (añu) | Wayúu        | PROTO- LOK.-WAY. | Garífuna | Kalhíphona (Iñeri) | Taíno             | PROTO- ARAWAK CARIBEÑO |
| ----- | --------------- | --------------- | ------------ | ---------------- | -------- | ------------------ | ----------------- | ---------------------- |
| '1'   | abã             | maneiʤa         | wɐˈneː       | *abã             | aban     | ábana              | heketi            | *aba-n(e)              |
| '2'   | bian            | pimi            | piˈɐ.mɐ      | *biama           | biama    | biama              | yamoka            | *biama                 |
| '3'   | kabɨn           | apaniw          | ɐˈpɨ.nɨiɲ    | *kabɨnV          | (ɨrɨwa)  | (íriua)            | kanokum           | *kabɨnV                |
| '4'   | bitʰi           | pinʧi           | piˈeɲ.ʧi̥     | *pinti           | (ɡadɨrɨ) | (gádoro)           | yamonkobre bibiti | *pinti                 |
| '5'   | (a)badakʰabo    | nadâ            | hɐʔˈrɐi      | *aba-da-         | (seiŋɨ)  | (sęgo)             |                   | *aba-da-               |
| '6'   | (a)batʰian      | siami           | ˈɐi.pi.ru.ɐ  | *                | (sisi)   |                    |                   | *                      |
| '7'   | biantʰian       | beremi          | ɐˈkɐ.rɐt.ʃi̥  | *                | (sedɨ)   |                    |                   | *                      |
| '8'   | kabɨtʰian       | pinjüwen        | meˈkiː.sɐt̪̚   | *                | (widɨ)   |                    |                   | *                      |
| '9'   | bitʰitʰian      | heberemi        | meˈki.et̪.sɐt̪̚ | *                | (nefu)   |                    |                   | *                      |
| '10'  | biandakʰabo     |                 | poˈɺoː       | *                | (diːsi)  |                    |                   | *                      |
Los numerales iñeri y garífuna a partir de 3 son préstamos del francés.